# Superliga Austríaca de Basquetebol de 2023-24
A Temporada da Liga Austríaca de Basquetebol de 2023-24, oficialmente Win2day Basketball Superliga por razões de patrocinadores, foi a 77ª edição da competição de primeiro nível do basquetebol masculino na Áustria. À partir de 20 de abril de 2022 a liga passou a se chamar "win2day Basketball Superliga" em virtude de seu novo patrocinador e direitos de "naming rights".
Ao término da temporada 2022-23 a equipe OCS Swans Gmunden sagrou-se campeão conquistando seu sexto título austríaco e defende seu título na atual temporada.

## Clubes participantes
| Clube                        | Cidade         | Arena                      | Capacidade |
| ---------------------------- | -------------- | -------------------------- | ---------- |
| Arkadia Traiskirchen Lions   | Traiskirchen   | Lions Dome                 | 1 200      |
| BC GGMT Vienna               | Viena          | Wiener Stadthalle B        | 1 000      |
| BK IMMOunited Dukes          | Klosterneuburg | Happyland Klosterneuburg   | 1 000      |
| COLDAMARIS BBC Nord Dragonz  | Eisenstadt     | Allsportzentrum Eisenstadt |            |
| Kapfenberg Bulls             | Kapfenberg     | Sporthalle Walfersam       | 1 000      |
| CITIES Panthers Fürstenfeld  | Fürstenfeld    | Stadhalle Fürstenfeld      | 1 200      |
| Raffeisen Flyers Wels        | Wels           | Raiffeisen Arena           | 1 700      |
| SKN St. Pölten Basketball    | Sankt Pölten   | Sport Zentrum              | 1 000      |
| OCS Swans Gmunden            | Gmunden        | Volksbank Arena            | 2 200      |
| UBSC Raiffeisen Graz         | Graz           | Raiffeisen Sportpark Graz  | 3 000      |
| UNGER STEEL Gunners Oberwart | Oberwart       | Sporthalle Oberwart        | 1 700      |
| Vienna DC Timberwolves       | Viena          | Wiener Stadthalle B        | 1 000      |

## Tabela

### Rodadas 1 a 22
| ↓ Casa\Visitante →           | TRA   | VIE   | DUK   | FÜR    | DRA    | BUL    | WEL    | STP    | GMU    | GRZ   | OBE   | WOL    |
| ---------------------------- | ----- | ----- | ----- | ------ | ------ | ------ | ------ | ------ | ------ | ----- | ----- | ------ |
| Arkadia Traiskirchen Lions   |       | 84-76 | 74-68 | 92-44  | 102-48 | 59-66  | 80-68  | 74-68  | 71-76  | 74-72 | 64-63 | 68-57  |
| BC Vienna                    | 83-69 |       | 92-96 | 109-70 | 86-68  | 97-92  | 93-69  | 80-88  | 77-80  | 75-79 | 86-71 | 90-77  |
| BK IMMOunited Dukes          | 68-64 | 79-61 |       | 89-64  | 106-75 | 85-64  | 73-64  | 84-71  | 56-49  | 87-59 | 79-73 | 84-66  |
| CITIES Panthers Fürstenfeld  | 69-80 | 73-91 | 72-93 |        | 83-78  | 89-96  | 73-102 | 63-81  | 63-112 | 65-88 | 62-69 | 82-102 |
| COLDAMARIS BBC Nord Dragonz  | 64-93 | 72-85 | 49-99 | 105-84 |        | 85-94  | 82-86  | 66-106 | 75-97  | 61-92 | 96-81 | 65-81  |
| OCS Capital Bulls            | 71-82 | 90-83 | 84-93 | 87-78  | 105-84 |        | 63-80  | 77-84  | 99-97  | 98-63 | 60-90 | 91-74  |
| Raffeisen Flyers Wels        | 83-65 | 93-69 | 60-74 | 106-84 | 110-74 | 78-71  |        | 88-76  | 71-78  | 80-65 | 71-62 | 97-63  |
| SKN St. Pölten Basketball    | 71-82 | 79-69 | 77-85 | 95-70  | 83-63  | 90-85  | 68-81  |        | 83-94  | 70-76 | 88-81 | 82-76  |
| OCS Swans Gmunden            | 91-73 | 82-77 | 72-84 | 106-63 | 78-65  | 110-72 | 81-61  | 85-65  |        | 59-90 | 75-54 | 89-68  |
| UBSC Raiffeisen Graz         | 74-61 | 75-90 | 91-88 | 76-55  | 87-83  | 64-69  | 72-69  | 79-88  | 77-94  |       | 83-71 | 93-72  |
| UNGER STEEL Gunners Oberwart | 63-53 | 73-92 | 77-79 | 97-73  | 78-73  | 85-106 | 76-56  | 69-78  | 73-81  | 77-85 |       | 92-64  |
| Vienna DC Timberwolves       | 61-87 | 62-56 | 53-83 | 86-65  | 77-72  | 72-89  | 54-87  | 49-77  | 71-90  | 69-77 | 61-67 |        |

## Segunda fase

### Grupo A
| Pos | Equipe                     | J  | V  | D  | Pts | P+ / P-   | SP  |     | C/V    | DUK   | GMU   | GRZ    | STP   | TRA   | WEL |
| --- | -------------------------- | -- | -- | -- | --- | --------- | --- | --- | ------ | ----- | ----- | ------ | ----- | ----- | --- |
| 1   | BK IMMOunited Dukes        | 32 | 26 | 6  | 32  | 2620/2289 | 331 | DUK |        | 81-83 | 84-80 | 91-68  | 71-82 | 68-66 |     |
| 2   | OCS Swans Gmunden          | 32 | 23 | 9  | 28  | 2694/2359 | 335 | GMU | 73-77  |       | 77-63 | 108-71 | 61-72 | 73-81 |     |
| 3   | Arkadia Traiskirchen Lions | 32 | 21 | 11 | 28  | 2447/2246 | 201 | GRZ | 103-99 | 91-85 |       | 103-92 | 87-72 | 76-82 |     |
| 4   | Raffeisen Flyers Wels      | 32 | 20 | 12 | 26  | 2527/2339 | 188 | STP | 84-88  | 76-86 | 79-81 |        | 79-94 | 65-89 |     |
| 5   | UBSC Raiffeisen Graz       | 32 | 19 | 13 | 24  | 2535/2496 | 39  | TRA | 59-60  | 78-92 | 93-65 | 84-79  |       | 75-71 |     |
| 6   | SKN St. Pölten Basketball  | 32 | 14 | 18 | 15  | 2554/2581 | -27 | WEL | 80-69  | 81-80 | 78-69 | 76-87  | 71-82 |       |     |

### Grupo B
| Pos | Equipe                       | J  | V  | D  | Pts | P+ / P-   | SP   |     | C/V    | BUL    | COL    | FÜR   | OBE    | VIE   | WOL |
| --- | ---------------------------- | -- | -- | -- | --- | --------- | ---- | --- | ------ | ------ | ------ | ----- | ------ | ----- | --- |
| 1   | UNGER STEEL Gunners Oberwart | 32 | 18 | 14 | 28  | 2555/2335 | 220  | BUL |        | 102-90 | 100-91 | 72-86 | 123-70 | 91-65 |     |
| 2   | OCS Capital Bulls            | 32 | 20 | 12 | 28  | 2765/2598 | 167  | COL | 86-112 |        | 74-77  | 64-92 | 66-118 | 85-79 |     |
| 3   | BC Vienna                    | 32 | 17 | 15 | 23  | 2656/2507 | 149  | FÜR | 77-98  | 82-88  |        | 65-94 | 59-75  | 85-88 |     |
| 4   | Vienna DC Timberwolves       | 32 | 8  | 24 | 10  | 2267/2647 | -380 | OBE | 84-76  | 114-86 | 95-69  |       | 86-63  | 86-70 |     |
| 5   | COLDAMARIS BBC Nord Dragonz  | 32 | 4  | 28 | 6   | 2418/2976 | -558 | VIE | 72-80  | 103-78 | 111-80 | 53-79 |        | 96-83 |     |
| 6   | CITIES Panthers Fürstenfeld  | 32 | 2  | 30 | 3   | 2294/2959 | -665 | WOL | 55-82  | 104-98 | 96-65  | 52-97 | 60-79  |       |     |

## Playoffs

### Quartas de final
| Time 1                     | Série | Time 2                       | 1º Jogo | 2º Jogo | 3º Jogo | 4º Jogo | 5º Jogo |
| -------------------------- | ----- | ---------------------------- | ------- | ------- | ------- | ------- | ------- |
| BK IMMOunited Dukes        | 3 - 0 | OCS Capital Bulls            | 86 - 82 | 90 - 76 | 90 - 85 | -       | -       |
| Raffeisen Flyers Wels      | 1 - 3 | UBSC Raiffeisen Graz         | 81 - 82 | 69 - 76 | 90 - 68 | 73 - 89 | -       |
| OCS Swans Gmunden          | 1 - 3 | UNGER STEEL Gunners Oberwart | 96 - 78 | 76 - 82 | 63 - 65 | 58 - 61 | -       |
| Arkadia Traiskirchen Lions | 3 - 1 | SKN St. Pölten Basketball    | 64 - 76 | 80 - 61 | 73 - 68 | 80 - 62 | -       |

### Semifinal
| Time 1                       | Série | Time 2                     | 1º Jogo | 2º Jogo | 3º Jogo | 4º Jogo | 5º Jogo |
| ---------------------------- | ----- | -------------------------- | ------- | ------- | ------- | ------- | ------- |
| BK IMMOunited Dukes          | 2 - 3 | UBSC Raiffeisen Graz       | 68 - 86 | 93 - 88 | 69 - 70 | 91 - 80 | 72 - 81 |
| UNGER STEEL Gunners Oberwart | 3 - 2 | Arkadia Traiskirchen Lions | 85 - 62 | 67 - 66 | 70 - 97 | 70 - 76 | 70 - 69 |

### Final
| Time 1               | Série | Time 2                       | 1º Jogo | 2º Jogo | 3º Jogo | 4º Jogo | 5º Jogo |
| -------------------- | ----- | ---------------------------- | ------- | ------- | ------- | ------- | ------- |
| UBSC Raiffeisen Graz | 0 - 3 | UNGER STEEL Gunners Oberwart | 61 - 86 | 67 - 72 | 80 - 81 | -       | -       |

| Win2day Basketball Superliga 2023-24   |
| -------------------------------------- |
| UNGER STEEL Gunners Oberwart 3º Título |

## Clubes austríacos em competições internacionais
| Clube | Competição        | Resultado |
| ----- | ----------------- | --------- |
|       | Liga dos Campeões |           |
|       | Copa Europeia     |           |